# Jean-Marie Frin
 (août 2021).
 (janvier 2018).
Si vous disposez d'ouvrages ou d'articles de référence ou si vous connaissez des sites web de qualité traitant du thème abordé ici, merci de compléter l'article en donnant les références utiles à sa vérifiabilité et en les liant à la section « Notes et références ».
Pour les articles homonymes, voir Frin.
Jean-Marie Frin, né le 25 février 1949 à Caen (Calvados), est un acteur français.

## Biographie
(août 2021).
- Si vous ne connaissez pas le sujet, laissez ce bandeau (vous pouvez alors contacter les auteurs).
- Si vous supprimez le contenu mis en cause (vous pouvez préalablement contacter les auteurs),

argumentez précisément cette suppression dans la page de discussion
(un manque de référence n'est pas un argument ; une recherche réelle de référence doit avoir été effectuée, être formellement documentée).
Né à Caen en 1949 il découvre le théâtre au Théâtre-maison de la culture (TMC) dirigé par Jo Tréhard.
En 1969 le metteur en scène Yves Graffey l'engage dans un spectacle, "Équipée bizarre au Cirque Bazile", qu'il monte à la Comédie de Caen. Il ne cesse plus dès lors de travailler, aussi bien avec cette compagnie qu'avec d'autres, comme le GRT (Groupe de recherche Théatrale) fondé par Jean-Loup Rivière ou le Théâtre Du Gros Caillou. Dès sa création par Yves Graffey, en janvier 1973, il en devient acteur permanent et le restera pendant plusieurs saisons. À partir de 1977, il travaille quelque temps avec Jean-Pierre Dupuy au Théâtre d'Alençon.       
Michel Dubois l'invite en 1980 à rejoindre l'équipe artistique permanente de la Comédie de Caen. Sous sa direction et celle d'autres metteurs en scène, comme Claude Yersin, René Loyon, Daniel Girard, Jean-Pierre Sarrazac, Philippe Sireuil, il joue auteurs classiques et contemporains, de William Shakespeare, Luigi Pirandello et August Strindberg à Bertolt Brecht, Franz-Xaver Kroetz ou Marguerite Duras. Il collabore aux choix et aux orientations artistiques du Centre dramatique et, jusqu'en 1991, participe activement à cette aventure.      
À la Comédie de Caen, Jean-Marie Frin rencontre et commence à travailler également avec Jean-Louis Benoît, à l'occasion d'un spectacle : Les vœux du président. Celui-ci l'entraine ensuite au Théâtre de l'Aquarium puis, en 2002, au Théâtre de la Criée à Marseille. Ce compagnonnage d'une vingtaine d'années donnera naissance à une dizaine de créations théâtrales parmi lesquelles on citera : Henry V de William Shakespeare, Conversation en Sicile d'Elio Vittorini, La trilogie de la villégiature de Carlo Goldoni ou De Gaulle en mai de Jean-Louis Benoit.
Entretemps, son chemin a croisé celui de René Allio qui, en 1986, lui permet d'aborder le cinéma en l'invitant dans son film Un médecin des Lumières. À partir de ce moment, Luc Béraud, Alain Chabat, Sophie Marceau, Brian De Palma, Romain Goupil, Costa-Gavras, Jacques Malaterre, Caroline Champetier, Xavier Giannoli et beaucoup d'autres réalisateurs vont lui offrir les rôles les plus variés dans plus d'une soixantaine de films pour le cinéma et la télévision. On a pu ainsi le remarquer dans le film de Xavier Beauvois, Des hommes et des dieux, Grand Prix du Festival de Cannes 2010.
Il n'en continue pas moins de participer à d'autres aventures théâtrales, particulièrement avec Jean-Paul Wenzel, à plusieurs reprises dans le cadre des Rencontres d'Hérisson, et avec Matthias Langhoff pour Frédéric, prince de Hombourg, de Heinrich von Kleist et Trois sœurs de Anton Tchékhov. Il travaille aussi avec Jean-Luc Lagarce, Christophe Rouxel, Jean-Yves Lazennec, Peter Zadek, Hervé Lelardoux, Guy Delamotte, Éric Lacascade, Guillaume Dujardin, Jacques Osinski, Gilbert Rouvière, Luc Bondy, Mickaël Serre, Vincent Goethals, Jean-Louis Hourdin, Michel Didym, Laurent Delvert et Anna Ventura.

## Théâtre
- 1969 : Équipée Bizarre au Cirque Bazile, de Béatrice Tanaka, mise en scène Yves Graffey, Comédie de Caen
- 1970 : La Machine à Théâtre, de Maurice Yendt, mise en scène Yves Graffey, Comédie de Caen
- 1971 : Oydipoys, d'après Sophocle, mise en scène Jean-Loup Rivière, Groupe de Recherches Théâtrales, Caen
- 1972 : Don Juan ou l'Amour de la Géométrie, de Max Frish, mise en scène Jo Tréhard, Comédie de Caen
- 1973 : Comptines, de Bernard Chartreux et Yves Graffey, mise en scène Yves Graffey, Théâtre du Gros Caillou, Caen
- 1973 : Les Aventures d'Albert le Renard, de Bernard Chartreux, mise en scène Yves Graffey, Théâtre du Gros Caillou, Caen
- 1974 : La Machine à Théâtre, de Maurice Yendt, mise en scène Yves Graffey, Théâtre du Gros Caillou, Caen
- 1976 : Les Bonnes, de Jean Genet, mise en scène Jean-Pierre Dupuy, Compagnie Jean-Pierre Dupuy, Caen
- 1977 : Lorenzaccio, de Alfred de Musset, mise en scène Claude Yersin, Comédie de Caen
- 1977 : Escurial, de Michel de Ghelderode, mise en scène Jean-Pierre Dupuy, Théâtre d'Alençon
- 1977 : La Moscheta, de Ruzzante, mise en scène Jean-Pierre Dupuy, Théâtre d'Alençon
- 1978 : Pacala, de Ion Lucian, mise en scène Ion Lucian, Théâtre du Gos Caillou, Caen
- 1978 : Marat-Sade, de Peter Weiss, mise en scène Jean-Pierre Dupuy, Théâtre d'Alençon
- 1979 : L'Îlot Perdu Là-bas au Loin..., de Gilles Boulan, mise en scène Jean-Marie Frin, Comédie de Caen
- 1979 : La Nuit va bien aux Défigurés, d'après Barbey d'Aurévilly, mise en scène Pierre Dios et Jean-Loup Wolff, Comédie de Caen
- 1980 : La Grande Imprécation..., de Tankred Dorst, mise en scène Jean-Pierre Dupuy, Théâtre d'Alençon
- 1980 : La Moscheta, de Ruzzante, mise en scène Catherine Bœuf, Théâtre des Villains, Montreux-Jeune
- 1980 : La Tentation de L'Invisible, de Gilles Boulan, mise en scène Jean-Marie Frin, Année du Patrimoine en Normandie
- 1981 : Le Nouveau Menoza, de Jacob Lenz, mise en scène Michel Dubois, Comédie de Caen
- 1981 : Le Roi Lear, de William Shakespeare, mise en scène Michel Dubois, Comédie de Caen
- 1982 : Paludes, d'André Gide, mise en scène René Loyon, Comédie de Caen
- 1982 : Une Soudaine Richesse, d'après Volker Schlöndorff, mise en scène Jean-Paul Wenzel, Les Fédérés, Hérisson
- 1983 : L'Endroit Marqué d'une Croix, de Eugene O'Neill, mise en scène Claude Yersin, Comédie de Caen
- 1983 : De l'Huile, de Eugene O'Neill, mise en scène Claude Yersin, Comédie de Caen
- 1984 : P'tit Albert, de Jean-Marie Frin, d'après Jacques London, mise en scène Jean-Marie Frin, Comédie de Caen
- 1984 : Frederik, Prince de Hombourg, de Heinrich von Kleist, mise en scène de Manfred Karge et Matthias Langhoff, Théâtre National Populaire, Villeurbanne
- 1984 : Usinage, de Daniel Lemahieu, mise en scène Claude Yersin, Comédie de Caen
- 1985 : Agatha, de Marguerite Duras, mise en scène Daniel Girard, Comédie de Caen
- 1986 : Amphitryon, de Heinrich von Kleist, mise en scène Michel Dubois, Comédie de Caen
- 1986 : Panique à Villechauve, écriture collective, mise en scène Jean-Paul Wenzel, Les Fédérés, Hérisson
- 1986 : Une Affaire d'Homme, de Franz-Xaver Krœtz, mise en scène Daniel Girard, Comédie de Caen
- 1987 : Titus Andronicus, de William Shakespeare, mise en scène Michel Dubois, Comédie de Caen
- 1988 : Le Songe, de August Strindberg, mise en scène Jean-Pierre Sarrazac, Comédie de Caen
- 1989 : Ainsi Va le Monde, de William Congreve, mise en scène Michel Dubois, Comédie de Caen
- 1989 : Dialogues d'Exilés, de Bertolt Brecht, mise en scène Jean-Yves Lazennec, Comédie de Caen
- 1990 : La Volupté d'Être Honnête, de Luigi Pirandello, mise en scène Michel Dubois, Comédie de Caen
- 1990 : Cecè, de Luigi Pirandello, mise en scène Jean-Marie Frin, Comédie de Caen
- 1990 : Les Vœux du Président, de Jean-Louis Benoît, mise en scène Jean-Louis Benoît, Comédie de Caen
- 1990 : Sans Mentir, de Jean-Marie Piemme, mise en scène Philippe Sireuil, Comédie de Caen
- 1991 : Mesure pour Mesure, de William Shakespeare, mise en scène Peter Zadek, Théâtre National de l'Odéon, Paris
- 1991 : La Princesse de Milan, d'après William Shakespeare, mise en scène/chorégraphie Karine Saporta et Michel Dubois, Comédie de Caen
- 1992 : La Nuit, la Télévision, la Guerre du Golfe, de Jean-Louis Benoît, mise en scène Jean-Louis Benoît, Théâtre de l'Aquarium, Paris
- 1994 : Trois Sœurs, d'Anton Tchekhov, mise en scène Matthias Langhoff, Théâtre National de Bretagne, Rennes
- 1994 : La Serveuse Quitte à Quatre Heures, de Michel Simonot, mise en scène Michel Dubois, Théâtre du Rond-Point, Paris
- 1995 : La Cagnotte, de Eugène Labiche, mise en scène Jean-Luc Lagarce, Théatre de La Roulotte, Besançon
- 1995 : Zpardakos, d'après Arthur Kœstler, mise en scène Jean-Paul Wenzel, Les Fédérés, Hérisson
- 1996 : Une Lune pour les Déshérités, de Eugene O'Neill, mise en scène Christophe Rouxel, Théâtre Icare, Saint-Nazaire
- 1997 : La Putain Respectueuse, de Jean-Paul Sartre, mise en scène Paul Minthe, Le Cratère, Alès
- 1997 : L'Atelier d'Alberto Giacometti, de Jean Genet, mise en scène Hervé Lelardoux, Théâtre de l'Arpenteur, Rennes
- 1998 : Le Rêve d'un Homme Ridicule, de Fiodor DostoÏevski, mise en scène Guy Delamotte, Panta Théâtre, Caen
- 1998 : La Nuit à l'Élysée, de Jean-Louis Benoît, mise en scène Jean-Louis Benoît, Théâtre de l'Aquarium, Paris
- 1999 : Henry V, de William Shakespeare, mise en scène Jean-Louis Benoît, Théâtre de l'Aquarium, Paris
- 2000 : Cercle de Famille pour Trois Sœurs, d'après Anton Tchekhov, mise en scène Éric Lacascade, Comédie de Caen
- 2001 : Conversation en Sicile, de Elio Vittorini, mise en scène Jean-Louis Benoît, Théâtre de l'Aquarium, Paris
- 2002 : La Trilogie de la Villégiature, de Carlo Goldoni, mise en scène Jean-Louis Benoît, Théâtre de la Criée, Marseille
- 2003 : Paul Schippel, de Karl Sternheim, mise en scène Jean-Louis Benoît, Théâtre de la Criée, Marseille
- 2004 : Le Petit Albert, de Jean-Marie Frin, d'après Jack London, mise en scène Jean-Marie Frin et Jean-Louis Benoît, Théâtre de la Criée, Marseille
- 2005 : Retour de Guerre, de Ruzzante, mise en scène Jean-Louis Benoît, Théâtre de la Criée, Marseille
- 2005 : Bilora, de Ruzzante, mise en scène Jean-Louis Benoît, Théâtre de la Criée, Marseille
- 2006 : Don Juan, de Molière, mise en scène Jacques Osinski, Compagnie La Vitrine, tournée
- 2006 : Cédrats de Sicile, de Luigi Pirandello, mise en scène Jean-Yves Lazennec, Théâtre-Sénart
- 2007 : Du Malheur d'Avoir de l'Esprit, de Alexandre Griboïedov, mise en scène Jean-Louis Benoît, Théâtre de la Criée, Marseille
- 2007 : Hiver, de Zinnie Harris, mise en scène Alexis Michalik, Théâtre des Corps Saints, Avignon
- 2007 : Révélations, de Howard Barker, mise en scène Guillaume Dujardin, Comédie de Caen
- 2008 : Giordano Bruno, de Jean Rocchi, mise en scène Daniel Pâris, Compagnie Bleu 202, Alençon
- 2008 : La Nuit des Camisards, de Lionnel Astier, mise en scène Gilbert Rouvière, Zinc Théâtre, Saint-Jean-du-Gard
- 2008 : De Gaulle en mai, de Jean-Louis Benoît, mise en scène Jean-Louis Benoît, Théâtre de la Criée, Marseille
- 2009 : Woyseck, de Georg Büchner, mise en scène Jacques Osinski, Centre Dramatique National des Alpes, Grenoble
- 2009 : Dehors Devant la Porte, de Wolfgang Borchert, mise en scène Jacques Osinski, Centre Dramatique National des Alpes, Grenoble
- 2010 : La Mouette, d'Anton Tchekhov, mise en scène Mikaël Serre, Comédie de Reims
- 2011 : L'Effet King Kong, d'Anna Ventura, mise en scène/chorégraphie Anna Ventura, La Ventura Compagnie, Caen
- 2012 : Caillasses, de Laurent Gaudé, mise en scène Vincent Goethals, Théâtre du Peuple, Bussang
- 2013 : Jean la Chance, de Bertolt Brecht, mise en scène Jean-Louis Hourdin, Le Parvis Saint-Jean, Dijon
- 2014 : Tartuffe, de Molière, mise en scène Luc Bondy, Théâtre National de l'Odéon, Paris
- 2015 : Le Malade Imaginaire, de Molière, mise en scène Michel Didym, La Manufacture, Nancy
- 2018 : Le Jeu de l'Amour et du Hasard, de Marivaux, mise en scène Laurent Delvert, Théâtres de la Ville de Luxembourg
- 2023 : Le Testament Médicis de Stéphane Landowski, mise en scène Raphaëlle Cambray, théâtre Lepic

## Filmographie

### Cinéma
- 1993 : Les Veufs de Max Fisher : Marcel
- 1994 : Raoul et Lili de William Leroux : Georges Désimages
- 1997 : Didier de Alain Chabat : Richard Guerra
- 1998 : La Mort du Chinois de Jean-Louis Benoît : Michel, le blessé de l'ascenseur
- 2002 : Femme fatale de Brian de Palma : Louis
- 2002 : Parlez-moi d'amour de Sophie Marceau : Fernand, le père de Justine
- 2005 : Céleste de Valérie Gaudissart :  Olivier, le père de Céleste
- 2005 : Virgil de Mabrouk El Mechri : Mario Taliori
- 2010 : Des hommes et des dieux de Xavier Beauvois : Frère Paul
- 2010 : Les Mains en l'air de Romain Goupil : Blaise
- 2012 : Le Capital de Costa-Gavras : Oncle Bruno
- 2012 : Crawl de Hervé Lasgouttes: Callixte, le père de Martin
- 2014 : Marguerite de Xavier Giannoli : Sigismond
- 2014 : À ses enfants la patrie reconnaissante de Stéphane Landowski : Père Émile
- 2019 : J'accuse de Roman Polanski : Président du jury
- 2021 : Illusions perdues de Xavier Giannoli : Camusot
- 2022 : Simone, le voyage du siècle d'Olivier Dahan
- 2022 : Après l’aube de Xavier Ournac

### Télévision
- 1988 : Un médecin des lumières
- 1992 : Maigret : le juge d'instruction (1 épisode)
- 1993 : Antoine Rives, juge du terrorisme (1 épisode)
- 1995 : Facteur VIII : le responsable du comptoir
- 1997 : Le Plus Beau Jardin du monde
- 1998 : Telle mère, telle fille : le professeur de Vicky
- 1998 : Quand un ange passe : M. Chou
- 1998 : Les Grands Enfants : Grosser
- 1999 : Le Boiteux : Baby blues : Lucien Piancet
- 1999 : Chasseurs d'écume : Lorlot
- 1999-2002 : Boulevard du Palais : le président du tribunal (5 épisodes)
- 2000 : La Dette : le gardien de Cerny
- 2000 : Vérité oblige : le recteur (1 épisode)
- 2000-2002 : Sauvetage : le maire (3 épisodes)
- 2001 : Des croix sur la mer : Clet
- 2002 : Le Grand Patron : Berton (1 épisode)
- 2002 : Julie Lescaut : Dr Guimard (1 épisode)
- 2002 : Sous bonne garde : le menuisier
- 2003 : Daddy
- 2004 : Par accident : le père d'Isabelle
- 2006 : Léa Parker : le père supérieur (1 épisode)
- 2010 : Famille d'accueil : Gaby (1 épisode)
- 2010 : La Marquise des ombres : procureur Mangot
- 2011 : Chez Maupassant : M. Chenet (1 épisode)
- 2012 : Berthe Morisot : Corot
- 2013 : Maison close : commissaire Angelus (8 épisodes)
- 2013 : Les Limiers : Dr Muller (1 épisode)
- 2021 : Germinal : Bonnemort
- 2022 : Septième Ciel (saison 1 10 épisodes): Monsieur Bernard
- 2023 : Septième Ciel (saison 2 10 épisodes): Monsieur Bernard
- 2023 : Meurtre sur la Côte Fleurie : L'historien